# Lunca (C.A. Rosetti), Buzău
Lunca (în trecut, Strâmbu) este un sat în comuna C.A. Rosetti din județul Buzău, Muntenia, România. Se află în partea de sud-est a județului din zona de câmpie.
La sfârșitul secolului al XIX-lea, satul purta denumirea de Strâmbu și forma o comună de sine stătătoare, care aparținea plășii Ianca din județul Brăila. Comuna avea o populație de 789 de locuitori și în ea funcționau o școală mixtă înființată în 1850 și o biserică ortodoxă zidită în 1837. În 1925, comuna avea 1041 de locuitori și făcea parte din plasa Călmățui.
În 1950, comuna a trecut la raionul Făurei din regiunea Galați, iar în 1968 comuna a fost desființată, satul fiind transferat județului Buzău sub numele de Lunca, și inclus în comuna C.A. Rosetti.